# Brett Claydon
Brett Claydon (* 11. Oktober 1982 in Newmarket) ist ein englischer Dartspieler.

## Karriere
Brett Claydon spielte 2013 und 2014 die PDC Qualifying School, jedoch beide Male erfolglos. Er nahm an einigen Turnieren auf der Challenge Tour teil und konnte eines davon gewinnen. Zudem rückte Claydon bei einigen Players Championships als Ersatz nach und qualifizierte sich mit der Gibraltar Darts Trophy 2015 für sein erstes Turnier auf der European Darts Tour. Dort unterlag er jedoch bereits in seinem Auftaktspiel gegen Jamie Lewis. Auch beim Dutch Darts Masters 2015 war der Engländer vertreten, schied jedoch auch hier in der ersten Runde gegen William O’Connor aus Irland aus. Wenig später nahm er als Qualifikant an den UK Open 2015 teil. Bei seinem Major-Debüt schied er jedoch ebenfalls in Runde 1 gegen den Niederländer Joey ten Berge aus. Auch in den folgenden Jahren versuchte Claydon über die Qualifying School eine Tour Card zu gewinnen, allerdings erfolglos. Er spielte fortan die Challenge Tour und konnte Anfang August 2019 sich für das European Darts Matchplay 2019 und die International Darts Open 2019 qualifizieren. Aber auch bei diesen beiden Turnieren, die Teil der European Darts Tour 2019 waren, gab es zwei Erstrundenniederlagen. Bei der Qualifying School 2021 gewann Claydon schließlich eine Tourkarte, die ihn für die nächsten zwei Jahre berechtigt an Turnieren der PDC Pro Tour teilzunehmen.
Die Tour Card konnte Claydon nicht halten, wodurch er 2023 wieder zur Q-School musste. Da durfte er als ehemaliger Tour Card-Holder jedoch in der Final Stage starten. Einen Punkt erspielen konnte er sich allerdings nicht. Bei der darauffolgenden PDC Challenge Tour 2023 spielte sich Claydon dreimal ins Achtelfinale.
Auch bei der Q-School 2024 war Claydon dabei und startete dieses Mal in der First Stage. Er erspielte sich dabei mit sechs Punkten die Teilnahme an der Final Stage über die Rangliste. Hier erspielte er fünf Punkte für die Rangliste und errang dank einer besseren Legdifferenz eine Tour Card.

## Turnierergebnisse
| Turnier              | 2015              | 2016              | 2017              | ......            | 2021              | 2022              | 2023              | 2024              | 2025 |
| -------------------- | ----------------- | ----------------- | ----------------- | ----------------- | ----------------- | ----------------- | ----------------- | ----------------- | ---- |
| PDC-Ranking-Turniere |                   |                   |                   |                   |                   |                   |                   |                   |      |
| World Masters        | nicht ausgetragen | nicht ausgetragen | nicht ausgetragen | nicht ausgetragen | nicht ausgetragen | nicht ausgetragen | nicht ausgetragen | nicht ausgetragen | VR   |
| UK Open              | 1R                | 2R                | 1R                | n/q               | 1R                | 2R                | 1R                | 4R                | 2R   |
| Karrierestatistiken  |                   |                   |                   |                   |                   |                   |                   |                   |      |
| Jahresendplatzierung | 134               | 135               | –                 | –                 | 134               | 108               | –                 | 119               |      |

| Legende zu den Turnierergebnissen | Legende zu den Turnierergebnissen | Legende zu den Turnierergebnissen | Legende zu den Turnierergebnissen | Legende zu den Turnierergebnissen | Legende zu den Turnierergebnissen | Legende zu den Turnierergebnissen | Legende zu den Turnierergebnissen | Legende zu den Turnierergebnissen | Legende zu den Turnierergebnissen |
| --------------------------------- | --------------------------------- | --------------------------------- | --------------------------------- | --------------------------------- | --------------------------------- | --------------------------------- | --------------------------------- | --------------------------------- | --------------------------------- |
| n/t                               | nicht teilgenommen                | n/q                               | nicht qualifiziert                | n/a                               | nicht ausgetragen                 | #R                                | Aus in jeweiliger Runde           | GP                                | Aus in der Gruppenphase           |
| AF                                | Achtelfinalist                    | VF                                | Viertelfinalist                   | HF                                | Halbfinalist                      | F                                 | Turnierfinalist                   | S                                 | Turniersieger                     |

## Titel

### PDC
- Secondary Tour Events
  - PDC Challenge Tour
    - PDC Challenge Tour 2014: 12